# Planking

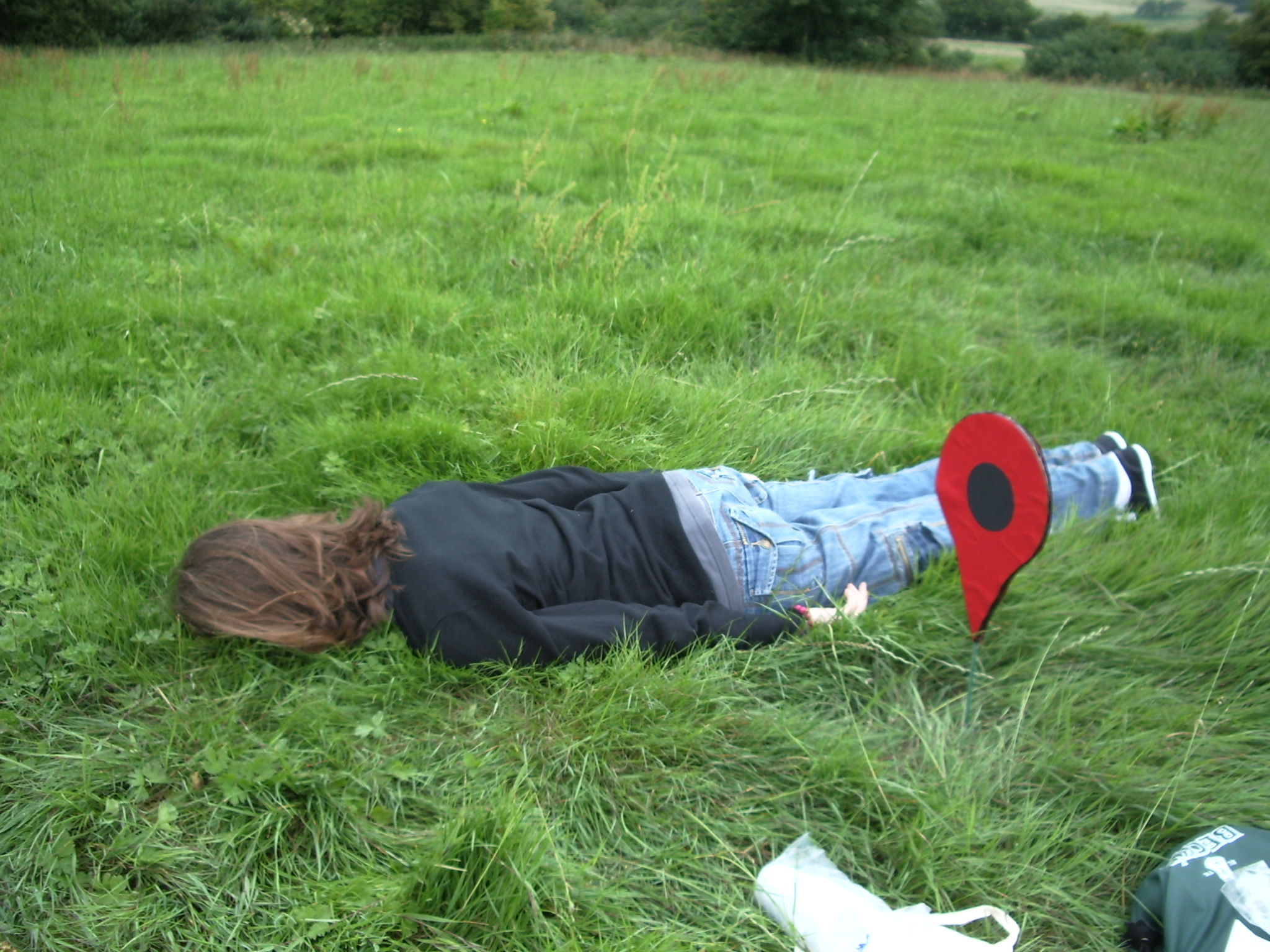
Persona jugant al planking en la gespa.

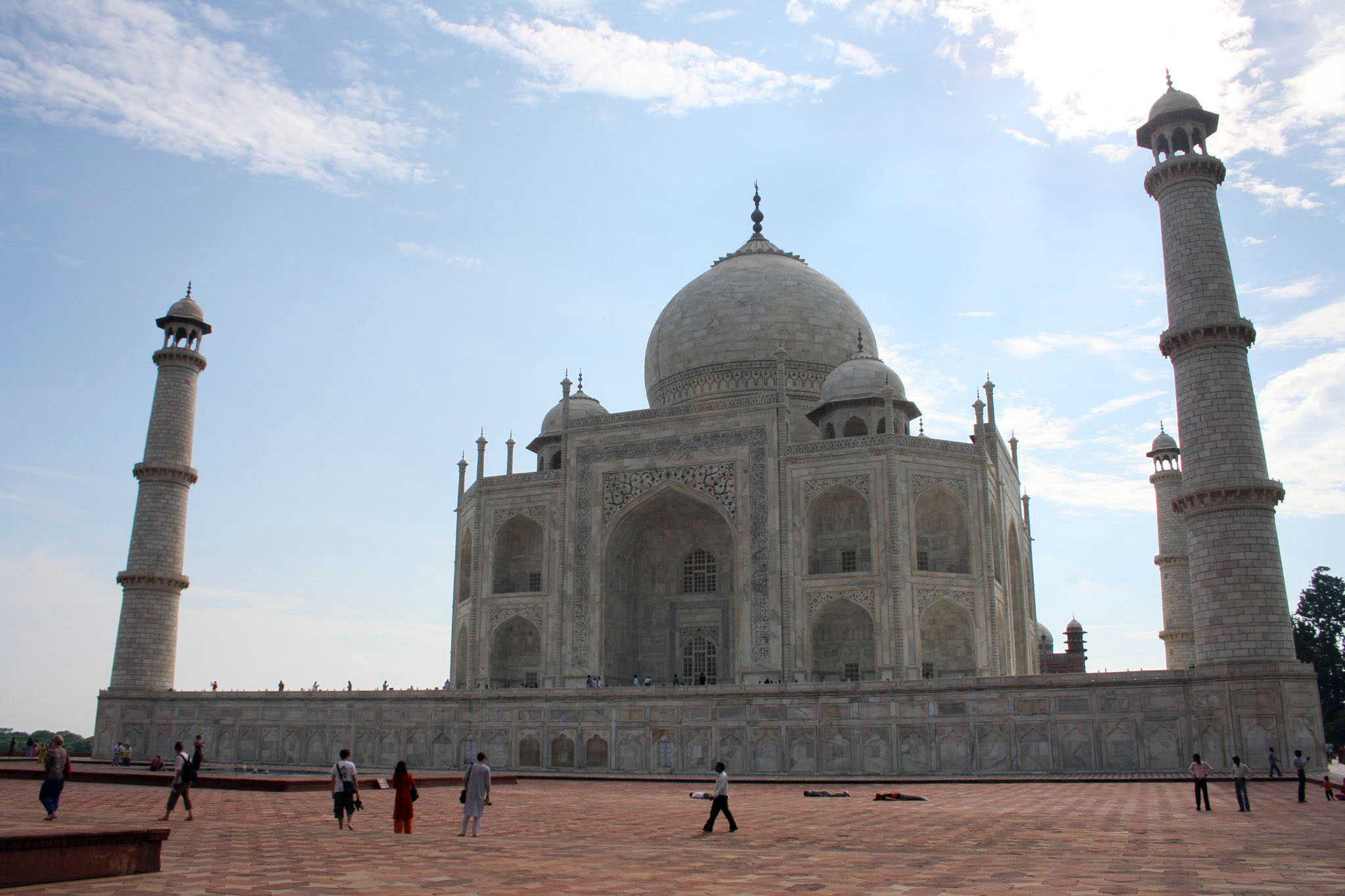
Tres persones fent planking davant el Taj Mahal.

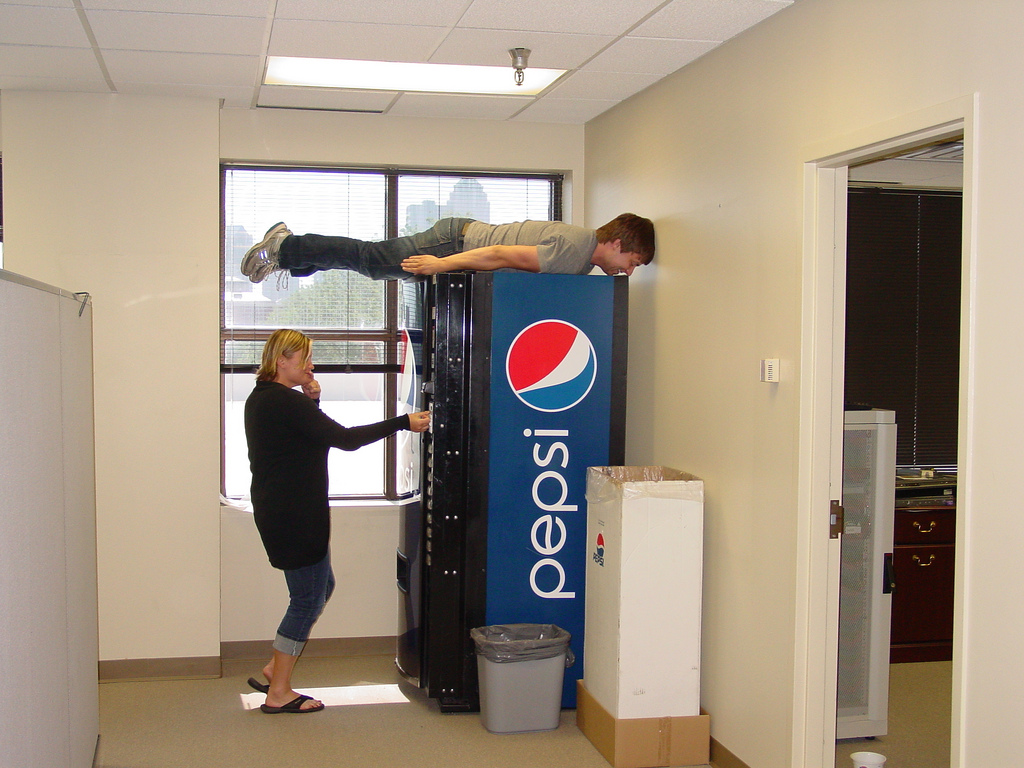
Planking a una máquina expenedora de llaunes

El planking, terme en anglès que es tradueix com «fer-se la taula», és una pràctica que consisteix a estar estirat cap per avall en un lloc inusual. Les mans han de tocar els laterals del cos, i ser fotografiat i publicat a Internet forma també part del joc. Els jugadors competeixen per trobar la ubicació més inusual i original per jugar. La ubicació hauria de ser també el més pública possible, i cuanta més gent estiguin involucrades en la imatge, millor.
Aquesta pràctica, que es descriu com "Parkour per a aquells als quals no es pot molestar", va ser creat per Gary Clarkson i Christian Langdon en 1975 i es va fer inicialment popular al Nord d'Anglaterra, i més tard en tot el Regne Unit en l'estiu de 2009, arribant a la fi dels anys 2010 el que Andrew Sullivan va descriure com "escombrant Gran Bretanya".
Els mitjans es van fer ressò d'aquest joc al setembre de 2009, quan set doctors i infermeres treballadors del Great Western Hospital a Swindon, Anglaterra van ser suspesos per realitzar aquesta pràctica durant l'horari laboral.
Aquest joc ha estat qualificat per alguns com una cosa «absurda».
El terme «planking» va ser encunyat a Gladstone, Queensland, Austràlia, per esdevenir una pràctica estesa en 2011.
El planking té els seus orígens en el «joc de tombar-se cap per avall», (1997 o 2006) a Europa i Corea. També ha estat conegut com a "시체 놀이" ("playing dead", Corea del Sud 2003), "à plat ventre "(" On one s belly ", France 2004), i« extreme lying down »(2008, Australasia).
El jugador de rugbi australià David "Wolfman" Williams va jugar a planking durant un partit entre els Manly-Warringah Sea Eagles i els Newcastle Knights el 27 de març de 2011.
El 13 de maig de 2011, un jove de 20 anys va ser denunciat a Gladstone, Queensland (Austràlia) per practicar el planking sobre un vehicle de policía.
El 15 de maig de 2011, Acton Beale, un altre noi d'uns vint anys, va morir al precipitar-se al buit, després d'haver practicat suposadament el planking al balcó del seu apartament, a la setena planta a Brisbane, Austràlia. Aquesta va ser la primera mort per planking que es coneix. Els amics de Acton Beale han acusat a Paul Carran, un neozelandès que viu a Sydney, i que afirma haver inventat el planking el 2008, de ser en part responsable per la mort de Beale en promocionar el planking. La Primera Ministre d'Austràlia, Julia Gillard, va advertir als que practiquen aquest joc que el més important és "fer-ho amb seguretat". El partit de l'oposició a Queensland, així com la policia estatal urgeixen a la població a què no participin en aquest nou fenomen.
El 18 de maig de 2011, el pilot de la IndyCar Sèries, Scott Dixon, va practicar el planking sobre les rodes del seu vehicle de competició, desafiant el seu company Tony Kanaan, així com als integrants del seu equip tècnic a què competissin amb ell.
El 19 de maig de 2011 un estudiant en una escola de Nova Zelanda va ser descobert jugant al planking a la vora d'un edifici en una localitat central de l'illa Nort. El 25 de maig de 2011 es va veure a un estudiant jugant a planking sobre la vies en el moment en què s'aproximava un tren, segons sembla sense danys materials. Molts estudiants a New South Wales (Austràlia) han estat descoberts durant l'horari escolar jugant a planking sobre vehicles.
El 29 de maig de 2011, Max Key, fill del primer ministre de Nova Zelanda, John Key, va pujar una foto pròpia a Facebook jugant a planking en una habitació amb el seu pare al costat. Després que es publiqués la fotografia a New Zealand Herald dos dies més tard, l'oficina del Primer Ministre inicialment va declinar fer comentaris, però poc més tard va afirmar que la foto era autèntica. Mr Key va comentar que no veu cap problema en aquesta pràctica sempre que es realitzi de manera segura, afegint que va ser ell qui el va iniciar al seu fill en aquest pràctica després de mostrar un vídeo sobre aquest fenomen a Youtube.
Flea, baixista dels Red Hot Chili Peppers, va realitzar un planking sobre els seus amplificadors i després va pujar la foto al seu compte de Twitter (2011).

## Teoria sobre una possible relació amb l'esclavitud
Han aparegut crítiques per part de diverses persones pel fet que el verb "Planking" té, pel que sembla, una història de foscor. En els vaixells portats d'Àfrica per mercaders i capitans durant l'era de la conquesta, es transportaven a les víctimes de l'esclavitud d'una forma peculiar, en què romanien cap per avall, braços als costats i sense immutar cap emoció. Aquesta activitat portava el nom de "Plank". Una altra menció de la paraula, descriu el "llit" per als esclaus que van ser encadenats en els vaixells. Del llibre, Upon these Shores: Themes in the African-American Experience, 1600 to the Present: "En alguns vaixells havien lliteres petites, realment res més que els prestatges, en què els esclaus podien descansar, en altres, els esclaus estaven de cap per amunt i cap per avall sobre les taules, (planking) recolzats en la nau, els cossos gairebé sense moure's, durant setmanes ".